# Pierre Latour (cyclisme)
Pour les articles homonymes, voir Latour et Pierre Latour.
Pierre Latour, également connu sous le nom de Pierre-Roger Latour, né le 12 octobre 1993 à Romans-sur-Isère dans le département de la Drôme, est un coureur cycliste français, membre de l'équipe TotalEnergies. Professionnel depuis 2015, il est champion de France du contre-la-montre en 2017 et 2018.

## Biographie

### Carrière amateur
Après avoir pratiqué plusieurs sports, Pierre Latour commence le cyclisme au Vélo Sprint Romanais Péageois, en catégorie cadet première année. Alors qu'il est cadet deuxième année, sa licence comporte une erreur : un tiret est ajouté entre ses deux premiers prénoms, ce qui l'amène à être appelé Pierre-Roger durant les courses cyclistes jusqu'en 2015. En 2011, en première année junior, il est notamment vainqueur de la Classique des Alpes juniors, deuxième du championnat de France de sa catégorie, et l'un des « piliers » de l'équipe de France junior. À l'issue de cette saison réussie, il est engagé par Chambéry Cyclisme Formation, équipe amateur réserve de l'équipe professionnelle AG2R La Mondiale,.
En 2013, il remporte la course en ligne des Jeux de la Francophonie. En fin de saison, il est stagiaire au sein d'AG2R La Mondiale. Avec cette équipe, il est cinquième du Tour du Doubs et treizième du Tour d'Émilie. En 2014, il est le seul membre de l'équipe de France espoirs à participer à la fois au Tour de l'Ain — où il termine neuvième et remporte le prix de la combativité — et au Tour de l'Avenir, où il termine sixième.

### Carrière professionnelle
Il est engagé par AG2R La Mondiale à partir de 2015, pour trois années, ce qui est une exception à une habitude faisant engager un néo-professionnel durant deux ans. Il se fait vraiment remarquer chez les professionnels pour la première fois en juin 2015, lors de la Route du Sud, où il fait quasi-jeu égal avec Alberto Contador et Nairo Quintana. Il termine troisième de l'étape-reine qui comportait l'ascension du Port de Balès en réalisant l'ascension avec Contador et Quintana, avant d'être distancé dans la descente où il subit des crampes. Le mois suivant, il est septième du Tour d'Autriche. En août, il est tout d'abord le 8 cinquième d'un Tour de Burgos montagneux où l'écart final de 34 secondes avec le vainqueur Rein Taaramäe est le même que celui entre les équipes des deux coureurs lors d'une étape disputée en contre-la-montre par équipes. Latour est la semaine suivante troisième du Tour de l'Ain, où il obtient sa première victoire professionnelle en gagnant la quatrième étape. Après cette course, Julien Jurdie, directeur sportif de Latour déclare à son sujet : « Je savais que c'était un très bon coureur mais, honnêtement, je ne pensais pas que pour sa première année il soit capable de réussir de telles choses dans les courses par étapes ». Il déclare aussi que Latour participera à davantage d'épreuves de l'UCI World Tour en 2016.
Pour 2016, Vincent Lavenu, dirigeant de l'équipe, envisage d'utiliser Latour comme chef de file d'AG2R La Mondiale sur « certaines » courses à étapes. Il doit également participer à son premier grand tour à l'occasion du Tour d'Espagne.
Le 1er mai, Latour termine douzième et meilleur jeune du Tour de Romandie. Lors du Tour de Suisse, il prend la tête de l'épreuve au terme de la quatrième étape, la première étape en haute montagne. Distancé le lendemain dans la dernière montée, il perd la tête du classement général au profit de Wilco Kelderman. Sixième du classement général, il abandonne au cours de la sixième étape en raison d'une bronchite. Le 10 septembre 2016, il gagne l'avant-dernière étape du Tour d'Espagne. Il est remplaçant dans la sélection française constituée pour le premier championnat d'Europe sur route professionnel disputé à Plumelec.

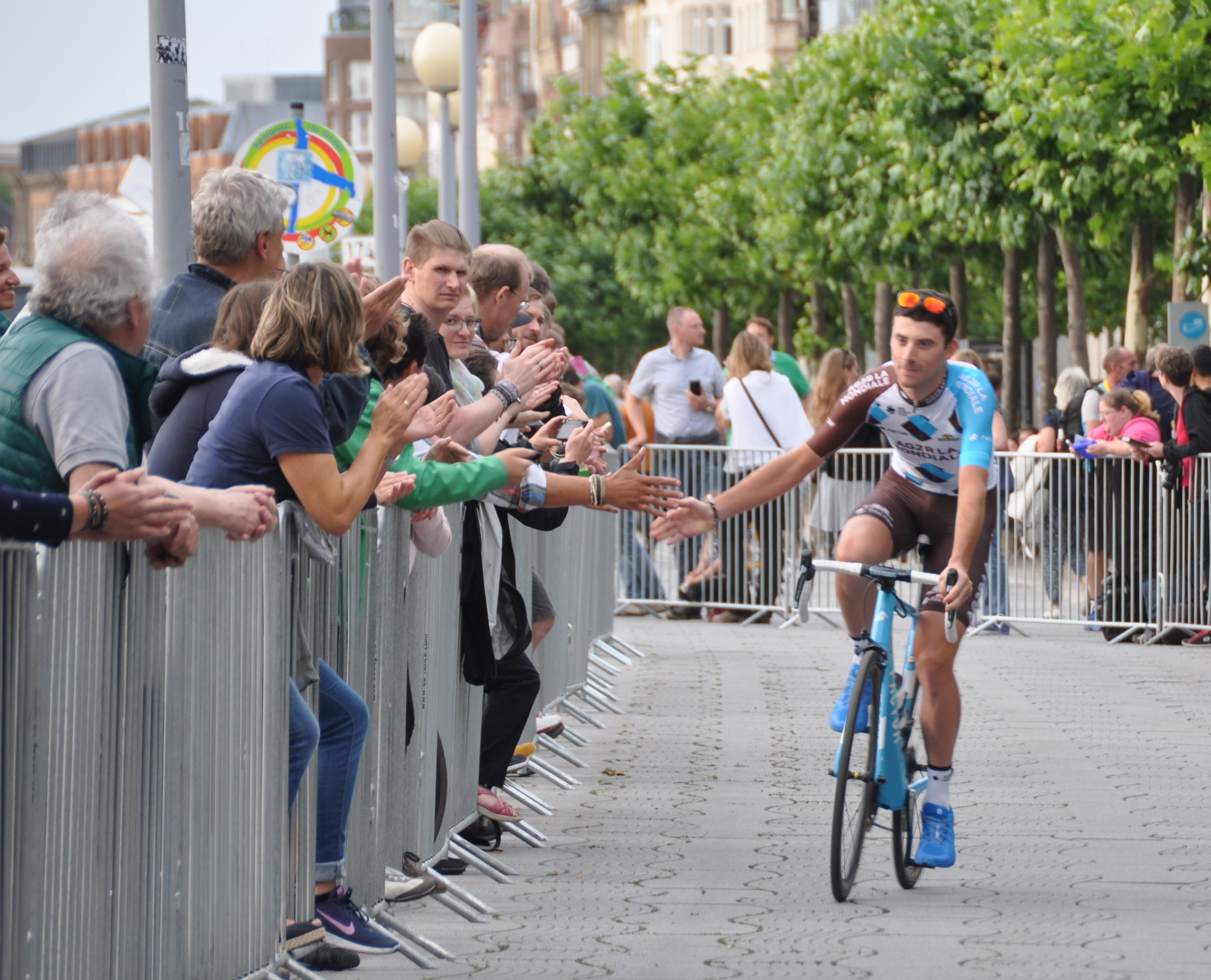
Pierre Latour au départ du Tour de France 2017.

Il devient champion de France du contre-la-montre le jeudi 22 juin 2017, succédant à Thibaut Pinot. Présent sur le Tour de France, il y porte un temps le maillot blanc et rivalise à nouveau avec des coureurs comme Alberto Contador ou Nairo Quintana en étant 12e au classement général à l'entame de la troisième semaine. Malade dans les Alpes puis chutant au cours du dernier contre-la-montre à Marseille, il termine finalement le Tour à la 29e place malgré une fracture au bassin, en ayant porté le maillot blanc du meilleur jeune pendant deux étapes. Il reprend la compétition en octobre, lors des classiques italiennes de fin de saison où il est notamment neuvième de Milan-Turin.
En mars 2018, il termine troisième et meilleur jeune du Tour de Catalogne derrière Alejandro Valverde et Nairo Quintana, son premier podium sur une course World Tour. En juin, il se classe septième et meilleur jeune du Critérium du Dauphiné. Le 28 juin, il conserve son titre de champion de France du contre-la-montre, en terminant largement devant son coéquipier Tony Gallopin et Benjamin Thomas. En juillet, il remporte le maillot blanc de meilleur jeune du Tour de France,
avec sa treizième place au général. Il subit ensuite une fracture à la huitième vertèbre thoracique après une chute lors de la Classique de Saint-Sébastien et doit déclarer forfait pour les mondiaux, favorables aux grimpeurs.
En 2019, il reprend sa saison sur les courses World Tour australiennes. Fin février, il est victime d'une chute à l'entrainement à Abou Dabi et doit alors se faire opérer d'une fracture de l'extrémité du radius et du scaphoïde de la main gauche, le tenant éloigné des courses pour deux mois. Atteint également d'une fracture au coude droit, il garde de cette chute une forte appréhension dans les descentes, un secteur de la course qui devient son point faible. Il reprend la compétition au Tour de l'Ain.
Il prend la troisième place lors du contre-la-montre de l'Étoile de Bessèges 2020. Le 2 août 2020, Jean-René Bernaudeau, directeur de l'équipe Total Direct Énergie, annonce le recrutement de Latour à partir de 2021. Le contrat a une durée de deux saisons avec une troisième en option. Quelques jours plus tard, il se classe quatrième du Mont Ventoux Dénivelé Challenges. Il est ensuite sélectionné sur le Tour de France 2020, en tant que lieutenant de son leader Romain Bardet. Ayant chuté au cours d'une première étape où les routes sont rendues glissantes par la pluie, il est atteint d'un traumatisme à une hanche, ne sera jamais vraiment en mesure d'aider son chef de file et finit par abandonner lors de la 14e étape.
Il chute en 2021 lors de la deuxième étape du Tour des Alpes-Maritimes et du Var et est contraint à l'abandon.
En 2022, Latour est quatrième de sa course de reprise, l'Étoile de Bessèges-Tour du Gard. Il est ensuite cinquième du Tour de La Provence. En avril, il est sixième du Grand Prix Miguel Indurain avant de participer au Tour du Pays basque. Alors qu'il figure parmi les 10 premiers du classement général, il chute dans une descente à quelques kilomètres de l'arrivée de la quatrième étape. Brûlé au flanc gauche, il abandonne après avoir franchi la ligne d'arrivée. Il chute également à la fin du mois de mai au cours de la Mercan'Tour Classic Alpes-Maritimes et subit à cette occasion une fracture à un radius.

## Caractéristiques
Doté d'un tempérament offensif, Latour est considéré comme un grimpeur pouvant être à l'aise sur les grands tours. Jean-Baptiste Quiclet, entraîneur de l'équipe AG2R La Mondiale, compare en novembre 2015 Latour à Jean-Christophe Péraud pour ses capacités en montagne couplées à des aptitudes en contre-la-montre. Les descentes constituent un point faible, des chutes et notamment une en 2019 l'amenant à avoir peur en course. Il effectue depuis un entraînement spécifique visant à surmonter sa peur. Cependant, il continue à perdre du temps dans les descentes, admettant par la suite, notamment lors du Tour de France 2023 que « crever de trouille en descente, c'est ma vie »,. En 2024, son manager Jean-René Bernaudeau explique que le blocage atteint un point de non retour : « Pierre a de très graves problèmes. Vous savez qu’il a peur dans les descentes mais, là, c’est devenu de pire en pire. Il est mort de trouille à chaque descente. Même si les routes sont larges, il a peur. ».
Il se distingue dans le peloton par le « rapport mystique » qu'il entretient avec ses jambes, qu'il nomme Brigitte et Bernadette et avec lesquelles il parle durant les courses.

## Palmarès

### Palmarès amateur
| - 2009 - 3e du championnat de France sur route cadets - 2010 - Champion de Rhône-Alpes du contre-la-montre juniors - Grand Prix de Saint-Vallier - 3e du Tour du Valromey - 2011 - Champion de Rhône-Alpes du contre-la-montre juniors - Classique des Alpes juniors - Tour du Pays d'Olliergues - Circuit de la Drome des Collines - 1re étape du Rothaus Regio-Tour - Grand Prix de Nyons - Grand Prix de Saint-Vallier - 2e du championnat de France sur route juniors - 2012 - Tour du Pays Saint-Pourçinois - 2e étape du Tour de l'Ardèche Méridionale (contre-la-montre) - 3e du Tour du Canton de Bourg-de-Péage - 3e du Tour des Mauges | - 2013 - Course en ligne des Jeux de la Francophonie - Grand Prix de Longes - 2e des Bosses du Haut-Drac - 3e du Circuit des Monts du Livradois - 2014 - Grand Prix de Saint-Lyé - Grand Prix de Cours-la-Ville - Circuit du Viaduc - 3e des Bosses du Haut-Drac - 3e du Tour du Jura - 3e du Tour de Lombardie amateurs |  |

### Palmarès professionnel
| - 2015 - 4e étape du Tour de l'Ain - 3e de la Route du Sud - 3e du Tour de l'Ain - 2016 - 20e étape du Tour d'Espagne - 2e du Critérium international - 3e du Tour de l'Ain - 10e du Tour de Lombardie - 2017 - Champion de France du contre-la-montre - 3e du Tour du Finistère - 2018 - Champion de France du contre-la-montre - Classement du meilleur jeune du Tour de France - 3e du Tour de Catalogne - 7e du Critérium du Dauphiné - 8e du Tour de Romandie | - 2019 - 6e du Tour de Pologne - 9e du Tour de Lombardie - 2021 - 3e étape du Tour des Asturies - 3e du Tour des Asturies - 2022 - 3e du Tour Poitou-Charentes en Nouvelle-Aquitaine - 2023 - 3e de l'Étoile de Bessèges-Tour du Gard - 3e du championnat de France du contre-la-montre - 2024 - 5e étape du Tour du Rwanda (contre-la-montre) - 2025 - 1re étape des Boucles de la Mayenne - 2e des Boucles de la Mayenne |  |

### Résultats sur les grands tours

#### Tour de France
6 participations
- 2017 : 29e

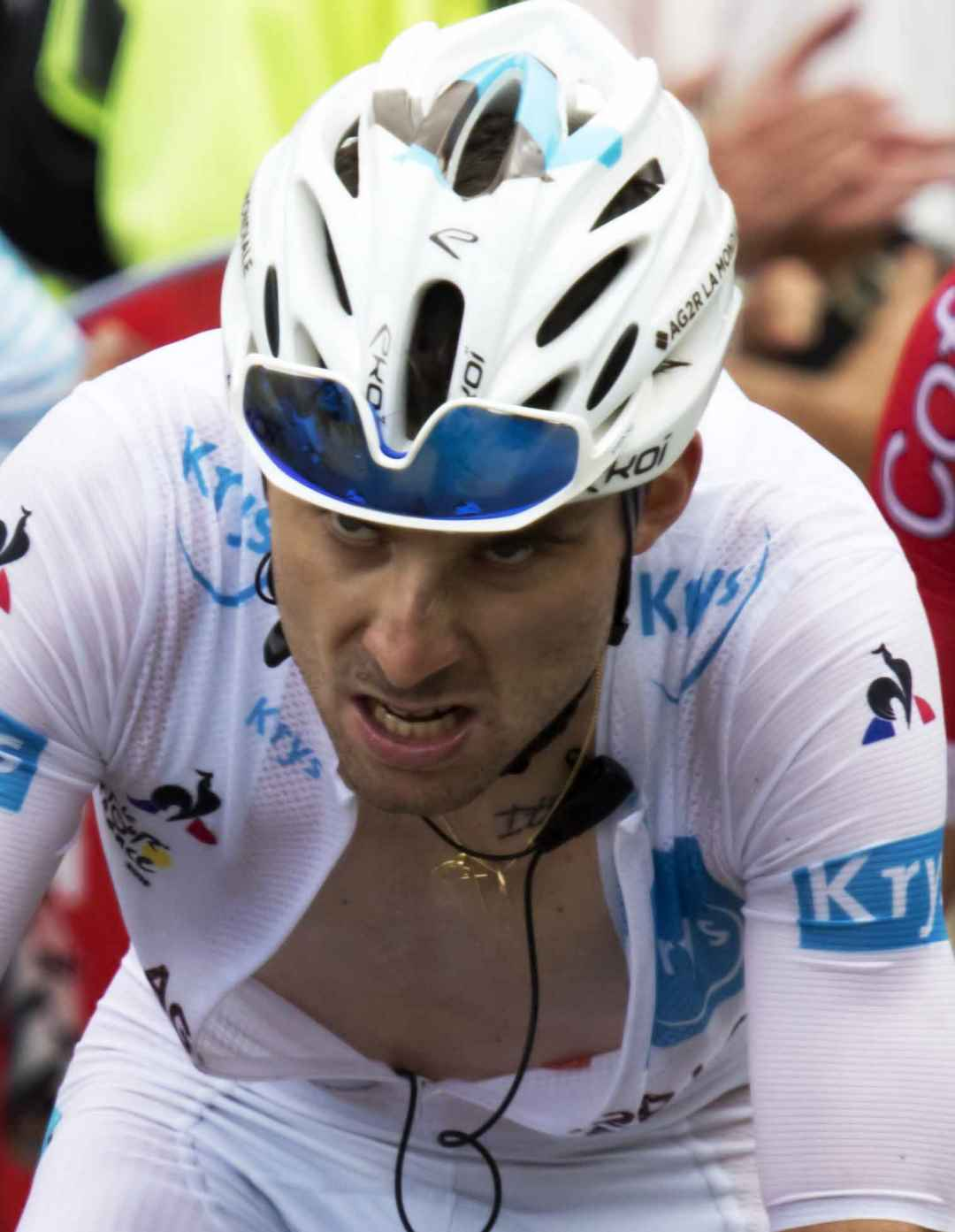
Latour portant le maillot blanc sur le Tour de France 2018.

- 2018 : 13e,  vainqueur du classement du meilleur jeune
- 2020 : abandon (14e étape)
- 2021 : 47e, vainqueur du souvenir Jacques-Goddet
- 2022 : 57e
- 2023 : 75e

#### Tour d'Espagne
3 participations
- 2016 : 28e, vainqueur de la 20e étape
- 2019 : 35e
- 2023 : abandon (8e étape)

## Classements mondiaux
| Année                                 | 2012  | 2013 | 2014 | 2015 | 2016 | 2017 | 2018 | 2019 | 2020 | 2021 | 2022 | 2023 | 2024 |
| ------------------------------------- | ----- | ---- | ---- | ---- | ---- | ---- | ---- | ---- | ---- | ---- | ---- | ---- | ---- |
| UCI World Tour                        |       |      |      | nc   | 119e | 149e | 51e  |      |      |      |      |      |      |
| Classement mondial                    |       |      |      |      | 91e  | 146e | 63e  | 199e | 567e | 148e | 115e | 261e | 646e |
| UCI Europe Tour                       | 1031e | 245e | 210e |      | 73e  | 107e | 257e | 165e | 462e | 126e | 97e  | nc   | nc   |
|                                       |       |      |      |      |      |      |      |      |      |      |      |      |      |
| Légende : nc = non classéSource : UCI |       |      |      |      |      |      |      |      |      |      |      |      |      |